# Karen Bethzabe
Karen Bethzabe, née à Sinaloa, est une actrice mexicaine.

## Biographie
Originaire de Mazatlán en Sinaloa, au Mexique, elle est venue en Caroline du Nord quand elle avait environ 20 ans. À son arrivée, elle parle très mal l'anglais, ne connaissant que quelques mots. Elle fait son chemin à Los Angeles et commence à étudier le théâtre avec les entraîneurs Howard Fine et Judith Weston. Ellee fait ses débuts dans la pièce de Garcia Lorca The House of Bernanda the Alba au East LA Repertory Theatre où elle reçoit des critiques élogieuses dans Backstage (2007).

## Filmographie
Son rôle le plus connu est celui qu'elle tient dans la série télévisée Fear the Walking Dead,,, qu'elle rejoint dans la saison 2,.

### Cinéma
- 2008 : Reward : Rosa, court-métrage
- 2009 : Murderabilia : Louisa, court-métrage
- 2010 : Death and Cremation : Maria
- 2014 : Sleeping with the Dead : Karen Fuentes, court-métrage
- 2016 : Listen : Rosa Ramirez
- 2022 : Babylon de Damien Chazelle : Silvia Torres

### Télévision
- 2006 : Drake et Josh : Katie, épisode : Megan's New Teacher
- 2007 : Secretos : Camila Rodriguez, épisode : Abandonada
- 2011 : CSI: Crime Scene Investigation : Paulette Vasquez, épisode : Maid Man
- 2014 : Dead Men the Series : Lady Walters, épisode : Lady Waters
- 2015 : Switched at Birth : Eufemia Garcia, épisodes : Instead of Damning the Darkness, It's Better to Light a Little Lantern
- 2016 – 2017 : Fear the Walking Dead : Elena Reyes, 7 épisodes